# Сјанјанг
Сјанјанг (咸阳) град је Кини у покрајини Шенси. Према процени из 2009. у граду је живело 1.098.693 становника.

## Становништво
Према процени, у граду је 2009. живело 1.098.693 становника.
| 1990.   | 2000.   | 2009.     |
| ------- | ------- | --------- |
| 736.869 | 933.115 | 1.098.693 |